# モロ紛争
モロ紛争（モロふんそう、Moro conflict）は、1969年から2019年まで続いたフィリピンのミンダナオ島での反乱。
1935年のミンダナオ島およびスールーのフィリピン連邦領土への統合開始時に持続した再定住政策によって生じた周辺化により、1969年までにフィリピン政府とイスラム教徒のモロの反政府グループの間で政治的緊張と軍事的行動が進展した。モロの反乱の発展は、マレーシアのザバ州東部を奪還する計画的な作戦で60人のイスラム教徒のフィリピン人コマンド隊員が殺害されたジャビダ虐殺が最終的な引き金となった。これに応えて、フィリピン大学のヌル・ミスアリ教授は、ミンダナオ、スールー、パラワンで構成される独立した実体を設立することを約束した武装反乱グループであるモロ民族解放戦線 （MNLF）を設立した。数年にわたりMNLFは、フィリピン内にイスラム国家を建設することを望むモロ・イスラム解放戦線（MILF）を含むいくつかの異なるグループに分裂した。モロの反乱は、外国の支配に対するバンサモロ民族の長い抵抗の歴史に根ざしており、スペインの戦争行為に関係していないにもかかわらず、1898年にアメリカによってフィリピンが併合された時にまで遡る。それ以来、モロの抵抗はフィリピン政府に対して続いている。
死傷者の統計は紛争によって異なるが、ウプサラ紛争データプログラムの控えめの推計では1989年から2012年の間にフィリピン政府とASG、BIFM、MILF、MNLFの組織との武力紛争で少なくとも6015人が殺害されたことを示している。

## 起源

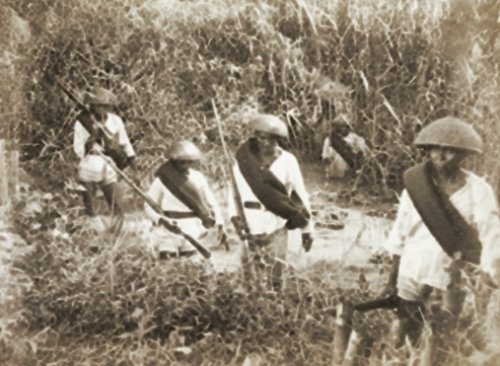
スペインとモロの紛争中にモロの反政府勢力を探すスペイン陸軍に仕えるキリスト教徒のフィリピン人（1887年頃）。ミンダナオの反乱問題は、スペイン人がモロの中心地に到着した1500年代に起因している。

モロには、スペイン、アメリカおよび日本の支配に対する400年に渡る抵抗の歴史がある。スペイン・モロ紛争の間、スペインはモロのスールー王国、マギンダナオ王国、そしてラナオのスルタンの連合を繰り返し征服しようとした。日本人、スペイン人、アメリカ人およびキリスト教徒のフィリピン人に対する武装闘争は、現在のモロのイスラム教指導者たちによって、バンサモロ（モロ民族）の4世紀にわたる「民族解放運動」の一部であると考えられている。
紛争の根源は、モロに対するスペインとアメリカの戦争にある。
1898年の米西戦争後、1899年から1913年の間にフィリピンの革命的イスラム教徒とアメリカ軍との新たな紛争がフィリピン南部で発生した。フィリピン人は、フィリピンを自国の領土であると主張するアメリカによる外国統治に反対した。1898年8月14日、スペイン軍を破った後アメリカはフィリピンに軍事政府を設立した（軍事政府トップの軍事総督にウェズリー将軍が就任）。アメリカ軍は、1899年5月18日にホロの支配権をスペイン政府から取り、1899年12月にはサンボアンガも支配した。ジョン・C・ベイツ准将は、スールーのスルタン、ジャマルール・キラム2世と条約を交渉するために派遣された。キラム2世は、群島でのスペイン軍の敗北後、主権を取り戻すと予想していたためアメリカがその座を引き継ぐことに失望した。ベイツの主な目的は米比戦争におけるモロの中立性を保証し、フィリピン南部に秩序を確立することであった。いくつかの交渉の後、以前のスペインの条約に基づいたベイツ条約が調印された。ベイツ条約は、南部のイスラム教徒の中立性を保証したが、実際には北部の戦争が終わるまでアメリカが時間を稼ぐために設定された。戦争後の1915年にアメリカ人はスールーにカーペンター条約を課した。
1900年3月20日、ベイツ将軍はウィリアム・オーガスト・コッベ准将と交代し、ミンダナのモロ地区は完全な省へと格上げされた。アメリカ人や他の民間人がモロに攻撃され殺害されたという報告はあるものの、ミンダナオのアメリカ軍は強化され、モロへの敵意は和らいだ。
アメリカの侵攻は1904年に始まり、モロ省の第三代かつ最後の軍総督ジョン・パーシング少将の在任期間中に終了したが、モロのバグサク山やブッダージョで主要な抵抗は継続した。アメリカ軍はモロクレーター虐殺で何百人ものモロを殺害した。
第二次世界大戦中の日本のフィリピン占領に至るまで、モロによるアメリカの支配に対する繰り返しの反乱は、主要なモロの反乱が終わった後も続いていた。日本がフィリピンに侵攻している間、モロは日本が1945年に降伏するまでミンダナオ島とスールーで日本人に対する反乱を起こした。モロ・ジュラメンタドスは、スペイン人、アメリカ人、フィリピン警察と日本人を攻撃した。

## 歴史
アメリカ植民地政府とその後のフィリピン政府は、1920年代からビサヤとルソン島の多数のキリスト教徒のフィリピン人移住者をミンダナオの土地に再定住させる民族内移動の政策を追求した。この政策により、1970年代までにキリスト教徒のフィリピン人はモロとルマドの両方の人口を上回ることができた。これは、土地をめぐる紛争が増大するにつれて、モロとキリスト教徒のフィリピン人移住者間の不満を悪化させる一因となった。モロの人々による別の不満は、多くのモロの生活が貧しい中で中央政府によるミンダナオの天然資源が抽出されていることであった。
モロのイスラム教徒とルマドはスペインとアメリカの植民地化プログラムに取って代わられ、キリスト教徒のフィリピン人入植者は最終的に新しく建設された道路沿いの重要な地域を支配し、伝統的なモロの行政構造と資源管理を崩壊させた。アメリカ人はキリスト教徒がルマドとモロの代わりに新たに規定されたタウンシップの管理者になることを好んだ。環境悪化は持続不可能な（移住者の流入による）人口増加と木材伐採に起因している。

### マルコス（1965–86）
フェルディナンド・マルコス政権下でフィリピン軍の兵士によって、コレヒドール島で少なくとも11人のイスラム教徒の軍事訓練生が殺されたと主張された。訓練生は、今後の反乱の一員になると考えられていた。それまでにフィリピン大学のヌル・ミスアリ教授は、11人のフィリピン人イスラム教徒の殺害容疑を非難し、武力でバンサモロ国家を設立しようとするためにモロ民族解放戦線 （MNLF）を設立した。
1969年にMNLFが設立され、フィリピン政府に対する武力闘争を開始した。1974年の反乱の激戦でスールーのホロは広範囲に被害を受け、この悲劇のニュースは世界中のイスラム教徒を刺激し、紛争にさらに注意が向けられた。フィリピン軍が焦土作戦でホロの自治体の多くを焼き払った際に恐らく多くの民間人が殺害された。2年後、フィリピン政府とMNLFはトリポリ協定に署名し、双方が停戦を宣言した。合意はミンダナオがフィリピンの一部であり続けるが、ミンダナオの13の州はバンサモロの人々のための自治政府の下になるという内容であった。マルコス大統領は後に協定を破棄し、暴力が続いた。
フィリピン政府は、ミンダナオのキリスト教徒の移住者にモロと戦うために「イラガ」と呼ばれる民兵組織を結成するよう促したといわれている。イラガは殺人と人権侵害に従事し、1971年6月にモスクで女性と子供を含む65人のイスラム教徒のモロの民間人が殺害されたマニリ虐殺を行った。イラガはまた、犠牲者の体の一部を切り離して儀式で食べるカニバリズムにも関わっていたと言われている。
1974年9月24日にフィリピン陸軍は、モスクで祈っていた少なくとも1000人のモロの民間人を殺害するマリスボン虐殺を行った。
1978年にはイスラム知識人のサラマト・ハシムがイスラム国家の設立を模索するMNLFの分離グループ「モロ・イスラム解放戦線」（MILF）を設立した。これらの反乱グループとフィリピン軍との間の紛争は、マルコス政権が終わるまで続いた。

### C.アキノとラモス（1986–98）
コラソン・アキノ大統領は、任期の早い時期にMNLF議長のヌル・ミスアリとスールーのいくつかのMNLF反政府グループとの会合を準備し一連の交渉の道を開いた。1989年にはイスラム教徒ミンダナオ自治区 （ARMM）が、1987年の憲法による共和国法第6734号（ARMM基本法）に基づき設立された。
中東でイスラムを学んだ元教師のアブドラガク・ジャンジャラーニは、伝えられるところによれば、1980年代にウサーマ・ビン・ラーディンと会っており、その後の1991年にアブ・サヤフグループを結成した。ジャンジャラーニはより急進的かつ神権的なアブ・サヤフのためにMNLFの元メンバーを勧誘した。
フィデル・ラモス大統領のもとで、いくつかの交渉と和平交渉が行われ、ARMMは盤石となり独自の地政学的システムを持つことになった。

### エストラーダ（1998–2001）

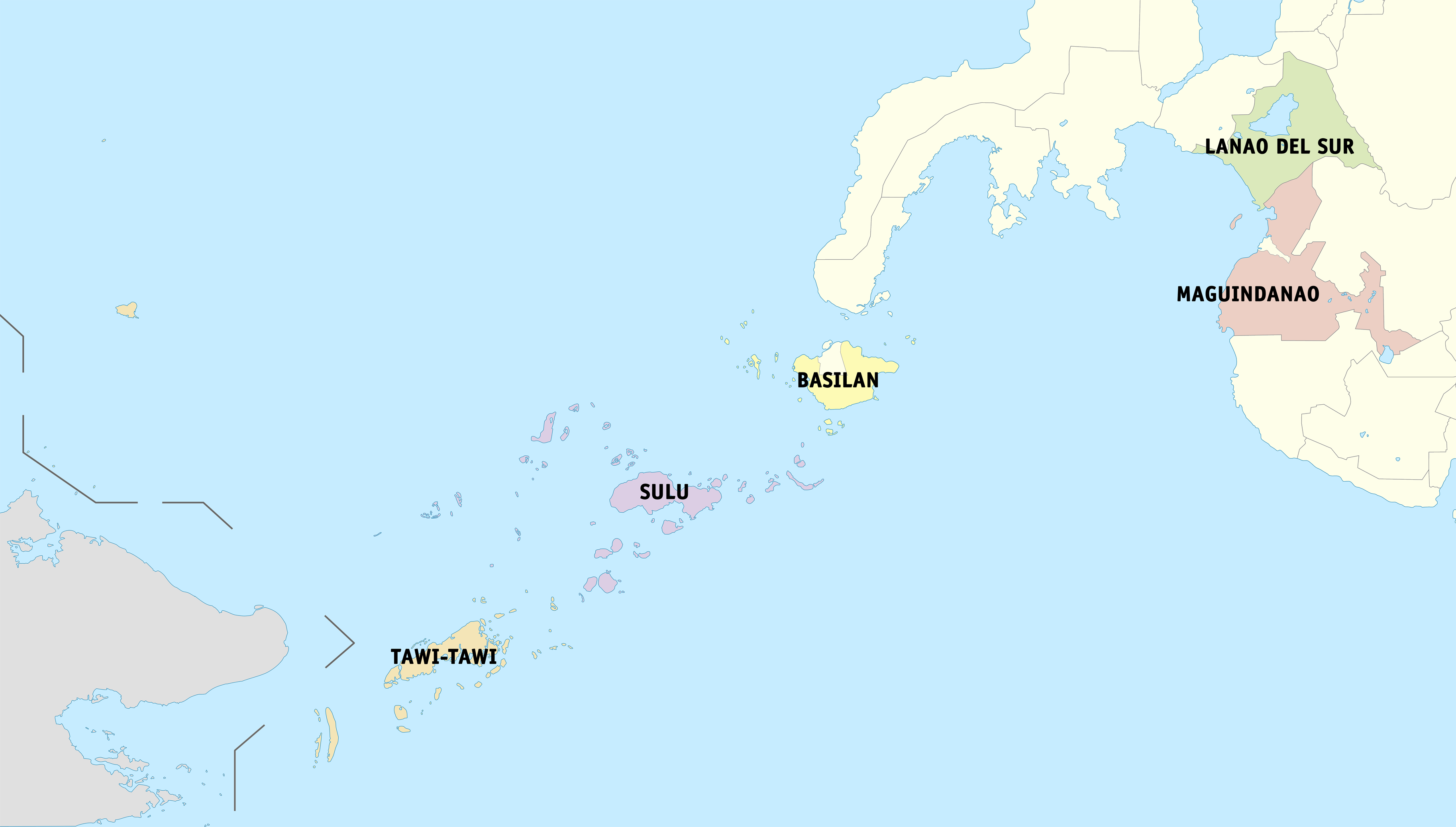
イスラム教徒ミンダナオ自治区（ARMM）の政治地図。

ジョセフ・エストラーダ大統領は在任中の2000年3月21日にMILFに対して「全面戦争」を宣言したが、敵対行為の停止に関する一連の交渉が行われた。どうやら、ミンダナオ島とその周辺でのいくつかの紛争が勃発してフィリピン軍と反政府勢力が衝突したことにより相当数の人命が失われたと見られる。
エストラーダの任期中、これらの反乱グループは3人のイタリアの司祭を誘拐した。そのうち2人は後に解放され、1人は射殺された。反政府勢力は更に北ラナオ州カウスワガンとマギンダナオ州タラヤンの市庁舎を制圧し、オザミスでROROフェリーM/V「Our Lady of Mediatrix」を爆破し、ナルシソ・ラモスハイウェイを占拠した。これらすべての事件は特にミンダナオ地域での海外投資の大規模な損失をもたらした。
その結果、フィリピン軍はこれらの反乱グループに対する戦闘を始め、43の小規模キャンプとMILF本部及びキャンプ・アブバカールを含む13の大規模キャンプを陥落させる勝利を収めた。MILFは甚大な被害を受け、MILFトップのサルマト・ハシムは国を逃れ、マレーシアへと駆け込んだ。2000年10月5日、609人の反政府勢力が裏切者の町長Mulapandi Cosain Saripとともにカガヤン・デ・オロで降伏した。これに続いて、2000年12月29日に更に855人の反政府勢力が降伏した。エストラーダ大統領はその後、ミンダナオ島に勝利を象徴するフィリピン国旗の掲揚を命じた。国旗は2000年7月9日にマズハブの近くで掲げられ、翌日にもモスクからわずか数メートルの距離にある教室で宴会を開催したエストラーダ大統領のために再び掲げられた。
その結果、一部のイスラム反乱グループが報復し2000年12月30日に首都圏のいくつかの重要な場所を爆破し、22人の死者と数百人の負傷者を出した。2003年5月に犯人の一人Saifullah Yunosがカガヤン・デ・オロでマニラ行きの飛行機に搭乗しようとした際に逮捕された。2004年にはFathur Rahman al-Ghoziによって列車爆破犯であると確認されたジェマ・イスラミアの2人のメンバー、Naga MamasaoとAbdul Pataが逮捕された。Al-Ghoziも逮捕されたが、2003年10月13日に刑務所から逃走を試みた際の銃撃戦で死亡した。

### グロリア・アロヨ（2001–10）
2001年5月27日には、アブ・サヤフはパラワン島の高級リゾートから20人の人質を取った。人質の内4人は逃げ出すことができた。40人の犯罪者で構成される誘拐グループはその後バシラン州のラミタンの町にあるホセ・トーレス記念病院と聖ペテロ教会の施設を制圧し、200人を人質にしたと主張したが、スタッフと患者を含む病院内にいた20人が人質になったことが確認された。
病院占拠に続いて、ラミタンで陸軍とアブ・サヤフの反政府勢力の間で銃撃戦があり、陸軍大尉を含む12人の兵士が死亡した。人質を救出するために最大22人の兵士が殺害されたと伝えられている。
ラミタンでの戦闘中にさらに5人の人質が逃げることができたが、ラミタン包囲の前に斬首された1人を含めて2人の人質が殺害された。その後、アブ・サヤフは一連の襲撃を行い、その襲撃地点の一つのココナッツ農園では反政府グループがボロナイフで二人の男の頭をたたき切った。農園のオーナーと警備員も人質に取られ、反乱グループはラミタンでの戦闘の1週間後に礼拝堂を含む2つの建物を焼き払った。2001年8月2日にバシラン州ラミタンにあるBarangay Baloboが新たに襲撃された。3日後、フィリピン陸軍は過激派の隠れ家を急襲し多数の人質を救出した。そこでは11人の斬首体が発見された。他の人質は解放されたか、逃走していた。
2001年6月13日にバスランでGuillermo Soberoを含む3人以上が斬首されていたのが発見されたとして人質の数は約28人と推定された。彼らはフィリピン陸軍が救出作戦を停止しなかったため、斬首された。
2001年10月に逃走した3人の人質によれば、Burnhamsは依然として人質にされている14人のグループにいた。2002年6月7日、人質が1年捕虜になった後、救出任務が行われ、Martin Burnhamと看護師のEdiborah Yapが十字砲火に巻き込まれて死亡した。Martinは胸に3発の銃弾を浴びて死亡し、Gracia Burnhamは右足を負傷した。この時までにヌル・ミスアリは2001年11月にARMMでの選挙の開催を防ぐために政府の標的を攻撃するよう支持者に命じ、地域の知事としての彼の退場をもたらした。ミスアリは2007年にマレーシアで逮捕され、裁判のためフィリピンに強制送還された。
2004年7月、Gracia Burnhamは8人のアブ・サヤフメンバーの裁判で証言し、Alhamzer Limbong、Abdul Azan Diamla、Abu Khari Moctar、Bas Ishmael、Alzen Jandul、Dazid Baizeの6人の容疑者が彼女を人質に取った犯人であると確認した。14人のアブ・サヤフメンバーが終身刑を宣告され、4人が無罪になった。Alhamzer Limbongは後の刑務所蜂起で殺害された。
これらの反乱グループ、特にアブ・サヤフはいくつかのテロ攻撃、すなわち2002年10月のザンボアンガ爆破事件、2004年2月スーパーフェリー14爆破事件、2006年10月の中央ミンダナオでの同時爆破事件、2007年7月のフィリピン海兵隊員数人の斬首、2007年11月のバタサンパンバンサ爆破事件、2009年のミンダナオ島爆破事件などのいくつかのテロ攻撃を実行してきた。
ウンブラ・カトの指揮下にある1000人のMILF反政府勢力が、北コタバト州の35の村の支配権を握った。8月9日、ヘリコプターと大砲と共に2000人のフィリピン軍が制圧された地域に派遣され、村が反政府勢力から解放された。MILFは北コタバトをイスラム教徒ミンダナオ自治区に含めることを望んでおり、政府とMILFはミンダナオ自治区に州を含めることを交渉していたが、最高裁判所はこの地域の地元のキリスト教指導者からの懸念を聞いた後、提案を無効にしていた。
反乱勢力は彼らの指揮官からこの地域を去るように命じられたが、カト配下の部隊は占領していた村を去ることを拒否し、代わりに塹壕を掘った。フィリピン陸軍は8月9日に砲撃を行った。翌日、政府軍は村を奪還するために移動し、反政府勢力から2つの村を取り戻した。
2009年6月14日の衝突で10人の反政府勢力が殺害されるなどフィリピン陸軍と反政府勢力グループの間で多数の衝突が発生した。
2002年から2015年の間にフィリピンとアメリカ合衆国は「フィリピンにおける不朽の自由作戦」として知られるイスラム過激派によるテロに対する共同軍事作戦を行っていた。これは対テロ戦争の一部である。

### ベニグノ・アキノ（2010–2016）
2013年、アブ・サヤフグループの2つの主要なキャンプは、パティクルでの最新の攻勢でモロ民族解放戦線 （MNLF）の勢力によって蹂躙された。MNLFの指導者ヌル・ミスアリによると、アブ・サヤフに対するMNLFの攻撃は、アブサイヤフのイスラム教に反する人権侵害にMLNFが反対したためであった。
ベニグノ・アキノ3世大統領の任期中に両方から賞賛されたMILF議長アル・ハジ・ムラド・イブラヒムの会談を含む敵対行為の停止に関する一連の和平協議が日本の東京で開催された。ノルウェーはまた2011年1月に国際監視チーム （IMT）に参加し、ミンダナオ島での政府とMILF間の停戦協定を監督した。和平交渉にもかかわらず、一連の紛争が勃発した。2011年9月10日にはアブ・サヤフの筋金入りのメンバーのJal Idrisがフィリピン陸軍と反政府グループ間の銃撃戦後、政府軍によって逮捕された。Jal Idris逮捕の翌日、フィリピン軍は膠着状態のアブ・サヤフの過激派三人も殺害した。
テロはアキノ大統領の任期中継続して発生した。有名な事例の一つに2011年1月に4人の商人と1人のガイドがアブ・サヤフの盗賊によって殺害される事件が起きている。後に1人の兵士が反乱軍との衝突で殺害された。2011年8月、反乱勢力はスールー州の村を攻撃し、7人の海兵隊員を殺害し7人の民間人を捕虜にした。身代金が支払われた後、彼らは2人の人質を後に解放した。また、ミンダナオの一部地域が8月に政府によって爆撃され、2011年9月にフィリピン人の女性実業家が誘拐され、後に3人の武装勢力がフィリピン軍によって射殺された後に解放された。
2011年10月20日に、MILFは19人の兵士と6人のMILF戦闘員が死亡したバシラン州の40人の政府軍兵士に対する攻撃で非難された。これは政府とMILFとの間の停戦協定に違反し、政府を激怒させ、国内での対テロ戦争の継続につながった。
ザンボアンガ市危機は2013年9月9日に発生した。他のグループから「MNLFのならず者集団」（RME）として知られるMNLFの一派閥が、Ustadz Habier MalikとKhaid Ajibonが率いる「スールー州革命的コマンド」（the Sulu State Revolutionary Command、SSRC）の下でザンボアンガ市役所で自称国家のバンサモロ共和国 （約一か月前の2013年8月12日にスールー州タリパオで独立宣言を行っていた）の旗を掲げようとし、民間人を人質にした。フィリピン国軍（AFP）とフィリピン警察（PNP）がこの武力侵入に対応し、人質の解放と都市からのMNLFの追放を試みた。膠着状態は市街戦へと悪化し、数日間にわたって街の一部をマヒさせた。MNLFの打倒と全ての人質救出に成功した後の9月28日にフィリピン政府はザンボアンガ市での軍事作戦の終了を宣言した。
2014年1月24日、フィリピン政府の主任交渉者のMiriam Coronel FererとMILFの主任交渉者であるムラド・エブラヒムは、クアラルンプールで和平協定に署名した。この合意によりフィリピン議会によって承認される法律の下で「バンサモロ」と呼ばれる新たなイスラム教徒自治区創設への道が開かれることになる。政府は2016年までにこの自治区を設立することを目指している。協定は、MILFによる反政府勢力の非活動化と引き換えにフィリピン南部の一部でのイスラム教徒の自治を求めている。MILFの部隊はMILFとフィリピン政府が選んだ第三者に銃器を引き渡した。地域警察が設立され、フィリピン軍は軍隊のプレゼンスを減らし、地域の民間軍の解散を支援した 2014年3月27日、フィリピン政府とモロ・イスラム解放戦線との間でバンサモロに関する包括的協定が締結され和平プロセスが終了した。
ニューヨーク・タイムズは、フィリピンとMILF間の和平協定は「落ち着かない南部に繁栄をもたらし、過激派グループの魅力を弱めようとしている」と主張し、徐々に縮小するアメリカ軍の対テロ作戦と結び付けた。ニューヨーク・タイムズは、アキノが南シナ海で中国に警鐘を鳴らしたことを報じた際にアキノの和平合意を「成果」として歓迎した。ニューヨーク・タイムズの編集委員会は、南シナ海紛争で中国に対抗するフィリピンに肩入れし、中国に対するフィリピンの行動を支持する記事を発表した。ニューヨーク・タイムズの編集委員会は、南シナ海での中国に対するアメリカの積極的な軍事行動を支持した。
2014年7月23日、アブ・サヤフ指導者イスニロン・ハピロンは、動画でISIL指導者アブー・バクル・アル＝バグダーディーへの忠誠を組織と共に誓い、フィリピンでのISILのプレゼンスを示した。2014年9月、アブ・サヤフはISILの名の下に身代金目的で人々を誘拐し始めた。
2015年1月25日にフィリピン国家警察のSAFは、マギンダナオ州ママサパノでAbdul Basit UsmanとMarwanの拘束作戦を実施した。彼らはMILFの第105基地コマンド、BIFFおよび一部の武装グループの間に閉じ込められた。44人のSAFメンバーがママサパノ衝突で殺害されたが、Marwanの排除に成功した。失敗した作戦へのアメリカの関与の疑いは、アメリカ軍によるいわゆるアジアの「中心」の後退である可能性が高い。
2015年2月、BIFFはマギンダナオ州と北コタバト州の境界で領土を巡る戦いに敗北した。その後、フィリピン陸軍はフィリピン海兵隊とともに、BIFFに対する全面戦争状態を宣言した。MILFの部隊は戦闘の犠牲にならないように撤退した。

### ドゥテルテ（2016–現在）
MILFとMNLFは、平和へのコミットメントと47年間に渡る反乱を最終的に終わらせることを表明している。一方、アブ・サヤフや他の分離グループに対する攻撃は続いており、ホロ島、バシラン州、ミンダナオ州の他の地域で小規模な衝突が起きている。2016年9月にダバオ市で爆破事件が発生し15人が死亡し、2017年5月23日にはマウテ・グループがマラウィを攻撃した。ロドリゴ・ドゥテルテ大統領は宣言216号を発令してミンダナオ島全体を戒厳令下に置き、ヘイビアス・コーパスの権利を停止した。イスラム過激派がフィリピン政府軍と戦ったマラウィの戦いは2017年10月まで続いたが、その間に過激派グループによるキリスト教徒の違法殺害が行われるなど暴力行為は激しく、政府軍はアブ・サヤフとマウテの位置に砲撃と空爆を行った。2018年には、アブ・サヤフとBIFFが関与する2つの爆破事件（一件目はバシラン州ラミタン市で一回、二件目はスルタン・クダラット州のイスランで複数回発生）が起きている。

## 関連リンク
- フィリピンの共産主義勢力の反乱（英語版）
- サバ州における州外からの襲撃
- フィリピンの歴史
- モロ
- モロの反乱（英語版）
- フィリピンのバンサモロとの和平プロセス（英語版）
- フィリピンの難民（英語版）
- ロヒンギャ紛争（英語版）
- タイ南部紛争（英語版）
- スペイン・モロ戦争（英語版）
- フィリピンのテロリズム（英語版）